# Magic (singel Coldplay)
Magic – pierwszy singel z albumu Ghost Stories autorstwa brytyjskiego zespołu Coldplay. Ukazał się 3 marca 2014 r.

## Lista utworów
| Nr | Tytuł utworu | Długość |
| -- | ------------ | ------- |
| 1. | „Magic”      | 4:45    |
|    |              | 4:45    |

## Twórcy
| Muzycy - Guy Berryman – gitara basowa - Jonny Buckland – gitara - Will Champion – perkusja - Chris Martin – wokal, gitara akustyczna - Paul Epworth – keyboard | Producenci - Paul Epworth - Rik Simpson - Daniel Green |

## Pozycje na listach przebojów
| Państwo           | Lista                           | Najwyższa pozycja | Tygodni na liście |
| ----------------- | ------------------------------- | ----------------- | ----------------- |
| Australia         | ARIA                            | 5                 | 20                |
| Austria           | Ö3 Austria Top 40               | 21                | 17                |
| Belgia            | Ultratop 50                     | 5                 | 18                |
| Belgia            | Ultratop 50 Singles (Walonia)   | 7                 | 19                |
| Bułgaria          | Bulgaria Singles Top 40         | 4                 | 14                |
| Dania             | Tracklisten                     | 5                 | 11                |
| Finlandia         | Suomen virallinen lista         | 7                 | 10                |
| Francja           | SNEP                            | 6                 | 31                |
| Hiszpania         | Productores de Música de España | 3                 | 12                |
| Holandia          | MegaCharts                      | 2                 | 46                |
| Irlandia          | Ireland Singles Top 100         | 4                 | 42                |
| Kanada            | Billboard Canadian Hot 100      | 13                | 13                |
| Niemcy            | Media Control Charts            | 14                | 24                |
| Norwegia          | VG-Lista                        | 12                | 12                |
| Portugalia        | Portugal Singles Top 50         | 1                 | 28                |
| Rosja             | Top Hit Weekly General          | 162               | 8                 |
| Stany Zjednoczone | Billboard Hot 100               | 14                | 14                |
| Stany Zjednoczone | Billboard Rock Airplay          | 6                 | 18                |
| Stany Zjednoczone | Billboard Rock Digital Songs    | 2                 | 21                |
| Stany Zjednoczone | Billboard Hot Rock Songs        | 3                 | 26                |
| Stany Zjednoczone | Billboard YouTube               | 22                | 1                 |
| Szwajcaria        | Schweizer Hitparade             | 5                 | 31                |
| Szwecja           | Sverigetopplistan               | 21                | 14                |
| Wielka Brytania   | UK Singles Charts               | 10                | 21                |
| Włochy            | FIMI                            | 2                 | 13                |

## Certyfikaty i sprzedaż
| Kraj                               | Certyfikat         | Sprzedaż   |
| ---------------------------------- | ------------------ | ---------- |
| Australia (ARIA)                   | 2x platynowa płyta | 140 000+   |
| Belgia (BEA)                       | platynowa płyta    | 20 000+    |
| Dania (IFPI Danmark) (streaming)   | platynowa płyta    | 2 600 000+ |
| Hiszpania (Promusicae) (streaming) | platynowa płyta    | 8 000 000+ |
| Kanada (MC)                        | platynowa płyta    | 80 000+    |
| Portugalia (AFP)                   | platynowa płyta    | 20 000+    |
| Stany Zjednoczone (RIAA)           | platynowa płyta    | 1 000 000+ |
| Szwajcaria (IFPI Schweiz)          | złota płyta        | 15 000+    |
| Wielka Brytania (BPI)              | platynowa płyta    | 600 000+   |
| Włochy (FIMI)                      | 3x platynowa płyta | 90 000+    |